# شهرستان رشت
شهرستان رَشت یکی از شهرستان‌های ساحلی استان گیلان در ایران به مرکزیت شهر رشت است.
مردم بومی شهرستان رشت به زبان گیلکی سخن می‌گویند، در کنار زبان گیلکی که زبان اکثریت است، اقلیتی از مردم نیز که عموماً غیر بومی هستند، به زبان‌های تالشی، فارسی و ترکی آذربایجانی نیز سخن می‌گویند.

## موقعیت جغرافیایی
این شهرستان از شمال به دریای کاسپین و شهرستان خمام، از شمال غرب به شهرستان بندر انزلی، از غرب به شهرستان صومعه‌سرا و شهرستان شفت، از جنوب به شهرستان رودبار و از شرق به شهرستان آستانه اشرفیه و شهرستان لاهیجان و شهرستان سیاهکل محدود می‌شود.

## جغرافیا و مردم

### جغرافیای طبیعی و مردم

#### ساحل رشت
شهرستان رشت ۱۸ کیلومتر نوار ساحلی در دریای خزر دارد. سواحل رشت دارای ۱۴ طرح سالم‌سازی شنا می‌باشد. مردم شهرستان رشت از قوم گلای یا همان قوم گیلک ها

#### رودخانه‌ها و تالاب‌ها
رودخانه‌های سفیدرود، گوهررود، زرجوب و پیربازار رود از مهم‌ترین رودخانه‌های شهرستان رشت هستند. تالاب عینک بزرگترین تالاب شهری ایران در این شهرستان، در منطقه ۴ شهر رشت واقع است. ساحل شرقی تالاب انزلی محدود به دهستان پیربازار شهرستان رشت است.

#### کوه‌ها
- * کوه‌های لاکان * کوه‌های سراوان

#### چشمه‌ها
- * چشمه آب شور لاکان * چشمه چشماکل سنگر * چشمه آب چمارسرا

## ترابری و ارتباطات

### فرودگاه
فرودگاه بین المللی سردار جنگل رشت  در بلوار ولیعصر رشت واقع شده‌است که در میان فرودگاه های ایران تنها فرودگاهی است که در از لحاظ دسترسی شهری برترین فرودگاه ایران است که رتبه ممتاز و بین المللی نسبت به تمام فرودگاه های کشور است  . تأسیس فرودگاه رشت به سال ۱۳۴۷ خورشیدی بازمی‌گردد و هم‌اکنون از نظر وسعت و امکانات در حال گسترش است. فرودگاه سردار جنگل رشت از نظر تعداد پرواز در شمال کشور رتبه اول و در سراسر کشور دارای رتبهٔ ۱۴ام است. این فرودگاه دارای موقعیت ارتباطی ممتاز در استان گیلان، حاشیه دریای کاسپین و در مسیر کریدور شمال–جنوب (کریدور نوستراک) واقع گردیده‌است و .

### راه‌آهن
- راه‌آهن قزوین – رشت ۱۵ اسفند ۱۳۹۷ با اعزام ۱۲۰ نفر از خانواده‌های شهدا و ایثارگران استان گیلان به مشهد به صورت رسمی آغاز به کار کرد.[۹]
- راه‌آهن ساحلی از آستارا تا بندر ترکمن و عبور از نوار ساحلی ۲۲ کیلومتری شهرستان رشت (در دست مطالعه)[۱۰]
- قدیمی‌ترین راه‌آهن ایران در مسیر بندر انزلی به پیربازار و رشت احداث شده و بقایای این راه‌آهن و خطوط ریلی در منطقه پیربازار شهرستان رشت وجود دارد.[۱۱]

### بندر پیربازار
.بندر پیربازار یکی از قدیمی‌ترین بنادر ایران واقع در شهرستان رشت بود.که توسط رودخانه پیربازار روگا به کانال تالاب انزلی متصل و قابلیت کشتیرانی داشته بود.

### آزادراه‌ها و بزرگراه‌ها
- آزادراه رشت-قزوین

## کشاورزی
وجود ۷۰٬۰۰۰ هکتار اراضی کشاورزی و ۱۰٬۰۰۰ هکتار باغ به جز اراضی آبزی‌پروری در شهرستان رشت موقعیتی ممتاز برای این شهرستان ایجاد کرده‌است. ۱۱ درصد برنج ایران و ۲۸ درصد برنج گیلان در شهرستان رشت تولید می‌شود و از این لحاظ دارای رتبه نخست در کشور می‌باشد. ۱۰۱۳ هکتار باغ چای دیم و ۳۰۵ آبیاری رتبه ۵ تولید چای ایرانی را برای شهرستان رشت رقم زده‌است. دیگر محصولات شامل حبوبات، سبزیجات، صیفی جات، علوفه دام است. با عدم نظارت بالاترین میزان تغییر کاربری اراضی کشاورزی در شهرستان رشت در بین شهرستان گیلان اتفاق افتاده‌است و این مسئله به شدت کشاورزی و محیط زیست این شهرستان را تهدید می‌کند.

### دام و طیور
در این شهرستان ۸۱هزارو ۲۰۰راس دام شیری وجود دارد درزمینه دامداری پرواری هم۲هزارو ۴۲۱ واحد دامداری صنعتی و بومی در این شهرستان وجود دارد که سالانه ۵۴هزار تن شیرخام و۴هزارتن گوشت قرمز تولید و به بازارمصرف عرضه می‌کنند در زمینه مرغداری ۱۴۱ واحد مرغداری گوشتی و ۲۱ واحد مرغ مادرو ۶ واحد جوجه کشی در این شهرستان وجود دارد که ۱۲هزارتن گوشت مرغ تولید و به بازار مصرف عرضه می‌شود. ۲میلیون ۷۰۰هزار قطعه مرغ بومی در این شهرستان پرورش داده می‌شود که ۲۷درصد سهم استان را شامل می‌شود. همچنین در زمینه تولید و پرورش شتر مرغ بوقلمون فعالیت دارد.

## شیلات
در نوار ساحلی شهرستان رشت ۶۶۶ نفر صیاد در قالب ۷ تعاونی صیادی پره در دریای خزر فعال است.
سالانه ۱۶ هزار تن انواع آبزیان پرورشی در شهرستان رشت تولید می‌شود. این تولیدات در آب‌بندان‌های گرم‌آبی و سردآبی صورت می‌گیرد.

## منطقه آزاد
منطقه آزاد تجاری-صنعتی انزلی در سال ۱۳۸۴ شمسی در شهرستان‌های رشت و انزلی تأسیس شد. با ابلاغ قانون جدید این منطقه در سال ۱۳۹۳ بخش اعظمی از منطقه آزاد در شهرستان رشت و قسمتی در شهرستان آستانه‌اشرفیه و شهرستان خمام واقع شده‌است، بخش فاز تجاری و صنعتی منطقه آزاد در شهرستان انزلی قرار دارد؛ و نام این منطقه از انزلی گرفته شده‌است. تطبیق نام این منطقه آزاد از برنامه‌های دولت است.

### روستاهای رشت در محدوده اولیه منطقه آزاد(۱۳۸۴)
•  چپرپرد •  سرخشکی

### روستاهای رشت در محدوده جدید منطقه آزاد(۱۳۹۲)
با افزایش محدوده از ۳۰ روستای منطقه آزاد۱۶روستای ساحلی و غیرساحلی شهرستان رشت واقع در بخش‌های خشکبیجار و لشت‌نشا در محدوده منطقه آزاد قرار دارد.

## ورزش

### فوتبال

#### تیم فوتبال ساحلی لسمان رشت
تیم فوتبال ساحلی لسمان متشکل از بازیکنان بومی نوار ساحلی بخش خشکبیجار (حاجی بکنده، امین‌آباد، باغ‌محله و تالش محله و زیباکنار) است که اولین نماینده لیگ برتری گیلان در فوتبال ساحلی کشور بوده و نماینده شهرستان رشت در لیگ برتر ساحلی است. حامی مالی این تیم فرمانداری شهرستان رشت و مجتمع تفریحی اقامتی مروارید خزر رشت می‌باشد. زمین فوتبال ساحلی «مجتمع مروارید خزر رشت» مکان دیدارهای خانگی لسمان واقع در بخش زیباکنار شهرستان رشت است.

## تقسیمات کشوری
- بخش مرکزی شهرستان رشت
  - دهستان پسیخان
  - دهستان پیربازار
  - دهستان حومه (رشت)
  - دهستان لاکان

شهرها : رشت ، پیربازار
- بخش خشکبیجار
  - دهستان حاجی بکنده خشکبیجار
  - دهستان نوشر خشکبیجار

شهر : خشکبیجار
- بخش سنگر
  - دهستان اسلام‌آباد (رشت)
  - دهستان سراوان
  - دهستان سنگر (رشت)

شهر : سنگر
- بخش کوچصفهان
  - دهستان بلسبنه
  - دهستان کنارسر
  - دهستان لولمان (رشت)

شهرها : کوچصفهان ، لولمان
- بخش لشت نشا
  - دهستان جیرهنده لشت نشا
  - دهستان علی‌آباد زیباکنار
  - دهستان گفشه لشت نشا

شهر : لشت نشا

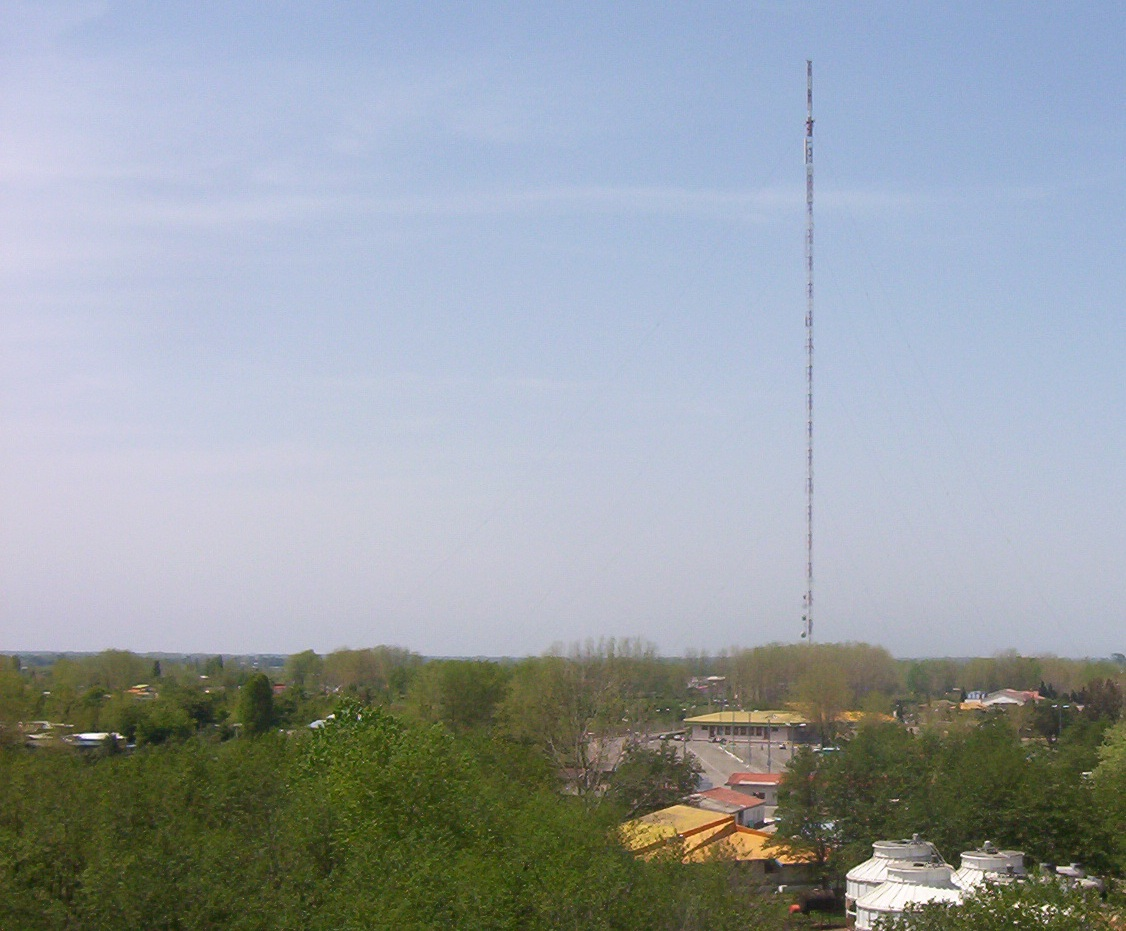
دکل تلویزیونی زیباکنار رشت، بلندترین سازه ایران پس از برج میلاد

- در تاریخ یازدهم آبان ۱۳۹۹، به پیشنهاد وزارت کشور و مصوّبه ی هیئت وزیران و ابلاغ اسحاق جهانگیری به استانداری گیلان، شهرستان خمام که پیش تر یکی از بخش های شش گانه شهرستان رشت بود از رشت مُنفک شده و رسماً بعنوان یک شهرستان مستقل معرفی گردید.

## جاذبه‌های گردشگری (طبیعی و تاریخی ـ مذهبی)
1. سواحل دریای کاسپین
2. موزه میراث روستایی گیلان
3. آرامگاه میرزا کوچک خان جنگلی معروف به سردار جنگل در جنوب شهر رشت در محلهٔ سلیمان داراب واقع شده‌است.
4. بقعهٔ امامزاده هاشم در کیلومتر۳۰ جادهٔ رشت - تهران
5. مسجد حاج صمد خان؛ خیابان باقرآباد
6. مسجد صفی؛ مربوط به قرن نهم و منسوب به صفی میرزا پسر شاه عباس صفوی
7. موزه رشت؛ تأسیس ۱۳۴۹؛ خیابان طالقانی
8. مجموعهٔ شهرداری رشت
9. پارک شهر (رشت) (باغ محتشم)
10. پارک مفاخر رشت (باغ سالار)
11. دریاچه عینک رشت؛ تقاطع غیر همسطح شهدای گمنام (یخسازی)
12. خانه میرزا کوچک خان جنگلی واقع در محلهٔ استاد سرای رشت
13. پارک جنگلی: سراوان (مساحت :۱۳۰۰هکتار)
14. پارک جنگلی: امامزاده هاشم (مساحت :۷ هکتار)
15. پیاده راه فرهنگی بافت مرکزی شهر رشت
16. خانه فرهنگ گیلان (عمارت سمیعی)
17. بازار ماهی فروشان (رشت)
18. بازار مسگران

## جمعیت
براساس سرشماری عمومی نفوس و مسکن در سال ۱۳۹۵، جمعیت شهرستان رشت برابر با ۹۹۸٬۷۹۸ نفر بوده‌است.